# Formica lincecumii
Formica lincecumii é uma espécie de formiga do gênero Formica, pertencente à subfamília Formicinae.